# MyAnimeList
MyAnimeList, oft als MAL abgekürzt, ist eine Anime- und Manga-Webseite, die für Social Cataloging und als Soziales Netzwerk genutzt wird. In einem listenähnlichen System, das durch eine Datenbank bereitgestellt wird, können die Nutzer ihre Anime und Manga-Serien organisieren, bewerten und sich mit anderen darüber austauschen. Hierdurch soll die Suche nach Mitgliedern mit einem ähnlichen Geschmack und passenden Werken erleichtert werden.

## Funktionen
MyAnimeList listet Informationen über Anime und Manga sowie über Animationen aus Korea und China sowie deren Comic-Varianten Manhwa und Manhua auf. Ebenso sind auch Dōjinshis und Light Novels enthalten. Neben Einträgen zu den Werken werden auch Informationen und Listen über Studios, mitwirkenden Personen wie Synchronsprechern, Charakteren und weiteren Themen bereitgestellt.
Benutzer haben die Möglichkeiten unterschiedliche Listen zu erstellen, können Bewertungen abgeben, Empfehlungen verfassen, Blogs veröffentlichen, im Forum diskutieren, Clubs für Gleichgesinnte gründen und sich über neue Ereignisse informieren lassen. Zum Suchen und Finden gibt es mehrere Filter- und Suchfunktionen, wie die Suche nach alphabetischer Ordnung, Beliebtheit, Datum, Jahreszeit oder Genre.

## Statistik
Nach eigenen Angaben hatte die Seite 2018 über 15.000 Einträge über Anime und 45.000 über Manga. 2015 erreichte die Seite 120 Millionen Unique Visitors im Monat. Die Seite hat im August 2018 den globalen Alexa-Internet-Rang von 451 erreicht.

## Geschichte
Die Seite wurde am 6. April 2006 von Garrett Gyssler gestartet und gehörte ihm bis 2008 alleine. Am 4. August 2008 kaufte CraveOnline, eine von AtomicOnline betriebene Webseite für Männerunterhaltung- und Lifestyle, MyAnimeList für einen nicht genannten Betrag auf.
Im Jahr 2015 gab das japanische Unternehmen DeNA bekannt, dass sie MyAnimeList von CraveOnline aufgekauft haben und dass sie zusammen mit dem Anime Consortium Japan zusammenarbeiten würden, um Animes über Daisuki übertragen zu können. MyAnimeList kündigte im April 2016 an, dass sie Episoden von Crunchyroll und Hulu direkt auf der Website eingebettet haben. Dabei sollen über 20 Tausend Episoden auf der Website zur Verfügung stehen.
Am 8. März 2018 eröffnete MyAnimeList in Zusammenarbeit mit Kodansha Comics und Viz Media einen Online-Manga-Store, in dem Nutzer Mangas von der Website in digitaler Form kaufen können. Der Dienst wurde ursprünglich in Kanada eingeführt, später aber auch in den Vereinigten Staaten, Großbritannien und einigen anderen englischsprachigen Ländern umgesetzt.
Die Seite war im Mai und Juni 2018 für mehrere Tage unzugänglich, da die Webseiten-Mitarbeiter sie wegen Wartungsarbeiten und aus Datenschutzgründen offline nahmen.
Im Januar 2019 wurde MyAnimeList von der japanischen E-Book- und Manga-Vertriebsgesellschaft MediaDo aufgekauft. Im Mai 2025 wurde die Seite vom Web3-Start-up Gaudiy Inc. für 531 Millionen Yen übernommen.